# Igreja da Santíssima Trindade (Micklegate)
‎Igreja da Santíssima Trindade‎ é uma igreja ‎‎paroquial‎‎ ‎‎de Grau I‎‎ listada na ‎‎Igreja da Inglaterra‎‎ em Iorque.‎‎

## História
A igreja foi um mosteiro ‎‎beneditino‎‎ fundado em 1089 como ‎‎O Priorado de Micklegate, Iorque‎‎ por ‎‎Ralph Paynel‎‎, e dedicado à ‎‎Santíssima Trindade.‎‎ Ele enfrentou ‎‎Micklegate,‎‎ na cidade de ‎‎Iorque,‎‎ Inglaterra. Estava sob os cuidados da Abadia Beneditina ‎‎de Marmoutier.‎‎ O local já tinha sido utilizado para a Igreja de Cristo, uma casa de cânones seculares. A igreja data do século XII com adições nos séculos XIII e XIV. A torre data de 1453. A igreja foi reformada após a ‎‎Dissolução dos Mosteiros.